# 770
Évszázadok: 7. század – 8. század – 9. század
Évtizedek: 720-as évek – 730-as évek – 740-es évek – 750-es évek – 760-as évek – 770-es évek – 780-as évek – 790-es évek – 800-as évek – 810-es évek – 820-as évek
Évek: 765 – 766 – 767 – 768 –  769 – 770 – 771 – 772 – 773 – 774 – 775

## Események

### Európa
- Nagy Károly frank király III. István pápa tiltakozása ellenére (aki tart egy frank-longobárd szövetségtől) feleségül veszi Desiderius longobárd király lányát, Desideratát.

### Japán
- 57 éves korában meghal Kóken császárnő. Utóda Tendzsi császár 62 éves unokája, Kónin. Kóken nagyhatalmú kegyence (és állítólag szeretője), Dókjó buddhista szerzetes megpróbálja megszerezni a trónt, de elbukik, minden tisztségétől megfosztják és Simocuke tartományba száműzik.

## Születések
- II. Dzsajavarman, a Khmer Birodalom alapítója
- I. Mikhaél, bizánci császár
- II. Mikhaél, bizánci császár
- Prokopia, I. Mikhaél felesége

## Halálozások
- augusztus 28. – Kóken, japán császárnő
- Tu Fu, kínai költő

## Fordítás
- Ez a szócikk részben vagy egészben  a(z)   770 című angol Wikipédia-szócikk ezen változatának fordításán alapul.  Az eredeti cikk szerkesztőit annak laptörténete sorolja fel. Ez a jelzés csupán a megfogalmazás eredetét és a szerzői jogokat jelzi, nem szolgál a cikkben szereplő információk forrásmegjelöléseként.